# Môlča
Môlča je obec na Slovensku v okrese Banská Bystrica. V roce 2014 zde žilo 354 obyvatel. První písemná zmínka o obci pochází z roku 1424.